# Apogonia rugipennis
Apogonia rugipennis är en skalbaggsart som beskrevs av Moser 1910. Apogonia rugipennis ingår i släktet Apogonia och familjen Melolonthidae. Inga underarter finns listade i Catalogue of Life.